# Epidendrum wercklei
Epidendrum wercklei är en orkidéart som beskrevs av Rudolf Schlechter. Epidendrum wercklei ingår i släktet Epidendrum och familjen orkidéer. Inga underarter finns listade i Catalogue of Life.